# Cục Quản lý Dược (Việt Nam)
Cục Quản lý Dược (tiếng Anh: Drug Administration of Vietnam, viết tắt là DAV) là cơ quan trực thuộc thuộc Bộ Y tế, thực hiện chức năng tham mưu giúp Bộ trưởng Bộ Y tế quản lý nhà nước và tổ chức thực hiện pháp luật, chỉ đạo, điều hành các hoạt động chuyên môn, nghiệp vụ về lĩnh vực dược, bao gồm: thuốc hóa dược; thuốc dược liệu; vắc-xin; sinh phẩm (trừ sinh phẩm chẩn đoán invitro); nguyên liệu làm thuốc (bao gồm cả bán thành phẩm dược liệu, trừ dược liệu); bao bì tiếp xúc trực tiếp với thuốc, nguyên liệu làm thuốc; mỹ phẩm trong phạm vi cả nước.
Cục Quản lý Dược thành lập ngày 13/8/1996, theo Quyết định số 547-TTg Thủ tướng Chính phủ.
Chức năng, nhiệm vụ, quyền hạn và cơ cấu tổ chức của Cục Quản lý Dược được quy định tại Quyết định số 1969/QĐ-BYT ngày 26/4/2023 của Bộ trưởng Bộ Y tế.

## Nhiệm vụ và quyền hạn
Theo Điều 2, Quyết định số 1969/QĐ-BYT ngày 26/4/2023 của Bộ trưởng Bộ Y tế, Cục Quản lý Dược có các nhiệm vụ, quyền hạn chính trong các lĩnh vực công tác:
- Xây dựng chính sách, pháp luật về dược, mỹ phẩm.
- Đăng ký lưu hành thuốc[3], nguyên liệu làm thuốc.
- Thử thuốc trên lâm sàng.
- Quản lý kinh doanh dược, hành nghề dược.
- Quản lý chất lượng thuốc, nguyên liệu làm thuốc.
- Quản lý thông tin, quảng cáo thuốc, cảnh giác dược và sử dụng thuốc an toàn, hợp lý.
- Quản lý giá thuốc.
- Dược bệnh viện.
- Quản lý mỹ phẩm.
- Dược địa phương, kiểm tra, thanh tra.

## Lãnh đạo Cục[4]
- Cục trưởng: DS CKII. Vũ Tuấn Cường[5][6]
- Phó Cục trưởng:

1. ThS. Nguyễn Thành Lâm[7]
2. TS. Tạ Mạnh Hùng[8]
3. PGS.TS. Lê Việt Dũng[9]

## Tổ chức bộ máy[10]
(Theo Khoản 2, Điều 3, Quyết định số 1969/QĐ-BYT ngày 26/4/2023 của Bộ trưởng Bộ Y tế)

### Các đơn vị thực hiện chức năng quản lý nhà nước
- Văn phòng Cục
- Phòng Quản lý kinh doanh dược
- Phòng Quản lý chất lượng thuốc
- Phòng Đăng ký thuốc
- Phòng Quản lý giá thuốc
- Phòng Pháp chế - Thanh tra
- Phòng Quản lý mỹ phẩm

### Các đơn vị sự nghiệp
- Trung tâm Đào tạo và hỗ trợ doanh nghiệp dược, mỹ phẩm